# Da Brat

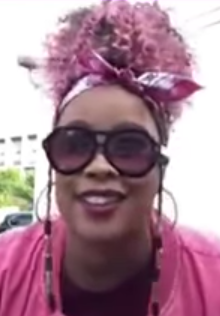
Da Brat (2018)

Da Brat (eigentlich Shawntae Harris; * 14. April 1974 in Joliet, Illinois) ist eine amerikanische Rapperin.

## Biografie
Harris wurde auf einem Kris-Kross-Konzert von deren Produzenten Jermaine Dupri entdeckt. Daraufhin erhielt sie einen Plattenvertrag bei dessen Label So So Def Records, nannte sich fortan Da Brat und veröffentlichte 1994 ihr Debütalbum Funkdafied, das, wie auch alle folgenden Longplayer, von Dupri produziert wurde. Die Platte erreichte Platz 11 der Billboard 200 sowie Platz 1 der Billboard R&B-Charts, wurde mit Platin ausgezeichnet und ist das erste Album einer Rapperin, das über 1 Million Tonträger verkaufte. Auch die gleichnamige Auskopplung wurde zum Hit, kletterte im Juni 1994 bis auf Platz 6 der Billboard Hot 100 und auf Platz 2 der R&B-Charts. Dafür gab es ebenfalls Platin. Es folgten Fa All Y’all, das es immerhin noch mittlere Chartränge erreichte, und Give It 2 You, das in die Top 30 stieg und eine Goldene Schallplatte erhielt.
Im Herbst 1996 kam das Album Anuthatantrum in die Läden und konnte sich in den US-Charts auf Rang 20 und in den R&B-Charts auf Rang 5 platzieren. Für die Platte und die ausgekoppelten Singles Sittin’ on Top of the World und Ghetto Love gab es jeweils eine Goldene Schallplatte. Das Lied The Party Continues, ein Feature mit JD alias Jermaine Dupri, wurde zum Top-30-Hit und bekam ebenfalls Gold.
Beim dritten Album Unrestricted im Jahr 2000 stiegen die Verkaufszahlen wieder auf das Niveau des Debüts. Platz 5 der US-Album-Hitparade und der Spitzenplatz in der R&B-Hitliste brachten Da Brat eine weitere Platin-Schallplatte. Im Jahr 2001 trat Da Brat neben Mariah Carey im Musikfilm Glitter – Glanz eines Stars auf und spielte die Rolle der Louise. Limelite, Luv & Niteclubz ist der Titel des 2003er Longplayers, der Platz 17 der Billboard 200 und Platz 6 der R&B-Charts erreichte. 2005 kam I Think They Like Me, ein Feature mit Dem Franchize Boyz, Jermaine Dupri und Bow Wow, auf Platz 1 der R&B-Charts und ist die bisher letzte Single mit Beteiligung Da Brats, die sich in den Charts platzieren konnte.

## Privates
Seit 6. Juli 2023 hat Da Brat gemeinsam mit Jesseca Harris-Dupart einen Sohn.

## Diskografie

### Alben
| Jahr | Titel                     | Höchstplatzierung, Gesamtwochen, AuszeichnungChartplatzierungen (Jahr, Titel, Platzierungen, Wochen, Auszeichnungen, Anmerkungen) | Höchstplatzierung, Gesamtwochen, AuszeichnungChartplatzierungen (Jahr, Titel, Platzierungen, Wochen, Auszeichnungen, Anmerkungen) | Anmerkungen |
| Jahr | Titel                     | US | R&B | Anmerkungen |
| ---- | ------------------------- | --- | --- | --- |
| 1994 | Funkdafied                | US11 Platin · (46 Wo.)US | R&B1 (56 Wo.)R&B | Erstveröffentlichung: 17. Mai 1994 Produzenten: Jermaine Dupri, Manuel Seal                                                      |
| 1996 | Anuthatantrum             | US20 Gold · (17 Wo.)US | R&B5 (26 Wo.)R&B | Erstveröffentlichung: 29. Oktober 1996 Produzenten: Jermaine Dupri, Carl So-Lowe                                                 |
| 2000 | Unrestricted              | US5 Platin · (24 Wo.)US | R&B1 (28 Wo.)R&B | Erstveröffentlichung: 11. April 2000 Produzenten: Jermaine Dupri, Timbaland, Deric Michael Angelettie, Aaron Pittman, Kanye West |
| 2003 | Limelite, Luv & Niteclubz | US17 (6 Wo.)US | R&B6 (13 Wo.)R&B | Erstveröffentlichung: 15. Juli 2003 Produzenten: Jermaine Dupri, M. O. P., Q Da Kid, Da Brat, L. T. Hutton                       |

Weitere Alben
- 1996: Anuthafunkdafiedtantrum (2 CDs)
- 2003: Give It 2 You (Kompilation)
- 2005: (The Best Of) Da Brat (Hosted by DJ Kool Kid)
- 2005: Ghetto Love (Kompilation)

### Singles
| Jahr | Titel Album                                        | Höchstplatzierung, Gesamtwochen, AuszeichnungChartplatzierungen (Jahr, Titel, Album, Platzierungen, Wochen, Auszeichnungen, Anmerkungen) | Höchstplatzierung, Gesamtwochen, AuszeichnungChartplatzierungen (Jahr, Titel, Album, Platzierungen, Wochen, Auszeichnungen, Anmerkungen) | Höchstplatzierung, Gesamtwochen, AuszeichnungChartplatzierungen (Jahr, Titel, Album, Platzierungen, Wochen, Auszeichnungen, Anmerkungen) | Höchstplatzierung, Gesamtwochen, AuszeichnungChartplatzierungen (Jahr, Titel, Album, Platzierungen, Wochen, Auszeichnungen, Anmerkungen) | Anmerkungen |
| Jahr | Titel Album                                        | DE | UK | US | R&B | Anmerkungen |
| ---- | -------------------------------------------------- | --- | --- | --- | --- | --- |
| 1994 | Funkdafied                                         | — | UK65 (2 Wo.)UK | US6 Platin · (20 Wo.)US | R&B2 (21 Wo.)R&B | Erstveröffentlichung: Mai 1994 inkl. Samples aus The Isley Brothers’ Between the Sheets Autoren: Da Brat, Chris Jasper, Isley Brothers                                                                       |
| 1994 | Fa All Y’all Funkdafied                            | — | — | US37 (18 Wo.)US | R&B18 (20 Wo.)R&B | Erstveröffentlichung: September 1994 Autor: Da Brat |
| 1995 | Da B Side Bad Boys (Soundtrack)                    | — | — | — | R&B66 (6 Wo.)R&B | Erstveröffentlichung: März 1995 feat. The Notorious B.I.G. vom Soundtrack des Films Bad Boys |
| 1995 | Give It 2 You Funkdafied                           | — | — | US26 Gold · (18 Wo.)US | R&B11 (20 Wo.)R&B | Erstveröffentlichung: April 1995 Backing Vocals: Trey Lorenz Autor: Chris Kelly, |
| 1996 | Sittin’ on Top of the World Anuthatantrum          | — | — | US30 Gold · (16 Wo.)US | R&B18 (20 Wo.)R&B | Erstveröffentlichung: Oktober 1996 Vocals: Manuel Seal Autoren: Da Brat, Jermaine Dupri inkl. Samples aus Rick James’ Mary Jane                                                                              |
| 1997 | Ghetto Love Anuthatantrum                          | — | — | US16 Gold · (15 Wo.)US | R&B11 (19 Wo.)R&B | Erstveröffentlichung: Februar 1997 feat. T-Boz; Autor: Da Brat inkl. Samples aus DeBarges All This Love und Public Enemys Public Enemy #1                                                                    |
| 1997 | Not Tonight Hard Core                              | DE99 (1 Wo.)DE | UK11 (5 Wo.)UK | US6 (21 Wo.)US | R&B3 (30 Wo.)R&B | Erstveröffentlichung: Juni 1997 Lil’ Kim feat. Da Brat, Lisa „Left Eye“ Lopes, Missy Elliott und Angie Martinez                                                                                              |
| 1997 | The Way That You Talk A Jagged Era                 | — | — | US65 (9 Wo.)US | R&B34 (20 Wo.)R&B | Erstveröffentlichung: August 1997 Jagged Edge feat. Da Brat und JD Autoren: Brandon Casey, Brian Casey, Da Brat, Jermaine Dupri                                                                              |
| 1997 | SockIt2Me –                                        | DE41 (11 Wo.)DE | UK33 (2 Wo.)UK | US12 (20 Wo.)US | R&B4 (22 Wo.)R&B | Erstveröffentlichung: Oktober 1997 Missy Elliott feat. Da Brat Autoren: Shawntae Harris, Thom Bell, Timothy Mosley, William Hart                                                                             |
| 1998 | Freak It –                                         | — | — | — | R&B38 (19 Wo.)R&B | Erstveröffentlichung: Januar 1998 Lathun feat. Da Brat Autoren: Tony Butler, Jonathan Smith, Paul Lewis, Lathun                                                                                              |
| 1998 | The Party Continues Life in 1472                   | — | — | US29 Gold · (19 Wo.)US | R&B14 (20 Wo.)R&B | Erstveröffentlichung: Februar 1998 JD feat. Da Brat; Backing Vocals: Usher inkl. Samples aus Cameos She’s Strange Autoren: Charlie Singleton, Jermaine Dupri, Larry Blackmon, Nathan Leftenant, Tomi Jenkins |
| 1999 | U Don’t Know Me (Like You Used To) Never Say Never | — | — | US79 (6 Wo.)US | R&B25 (20 Wo.)R&B | Erstveröffentlichung: September 1999 Brandy feat. Shaunta und Da Brat Autoren: Isaac Phillips, Paris Davis, Rodney Jerkins, Sean Bryant                                                                      |
| 2000 | That’s What I’m Looking For Unrestricted           | — | — | US56 (18 Wo.)US | R&B18 (20 Wo.)R&B | Erstveröffentlichung: Februar 2000 B-Seite von What’Chu Like vom Soundtrack des Films Big Mama’s Haus |
| 2000 | What’Chu Like Unrestricted                         | — | — | US26 (20 Wo.)US | R&B9 (35 Wo.)R&B | Erstveröffentlichung: April 2000 feat. Tyrese Autoren: Da Brat, Jermaine Dupri, Jörg Evers, Jürgen S. Korduletsch                                                                                            |
| 2003 | Miss P. –                                          | — | — | — | R&B87 (7 Wo.)R&B | Erstveröffentlichung: Januar 2003 Cherish feat. Da Brat Autoren: James Phillips, Jermaine Dupri, Kandi Burruss                                                                                               |
| 2003 | In Love wit Chu Limelite, Luv & Niteclubz          | — | — | US44 (16 Wo.)US | R&B32 (20 Wo.)R&B | Erstveröffentlichung: März 2003 feat. Cherish Autoren: L. T. Hutton, Shawntae Harris |
| 2005 | I Think They Like Me On Top of Our Gam             | — | UK66 (1 Wo.)UK | US15 Gold · (26 Wo.)US | R&B1 (38 Wo.)R&B | Erstveröffentlichung: Juli 2005 Dem Franchize Boyz feat. Jermaine Dupri, Da Brat und Bow Wow |

Weitere Singles
- 1994: Funkdafied (Da EP) – Rated PG
- 1996: Always Be My Baby (The Jermaine Dupri Remixes) (Mariah Carey feat. Xscape & Da Brat)
- 1996: Keepin’ It Live
- 1999: It’s Nothing (Jermaine Dupri & Da Brat feat. R. O. C.)
- 1999: I Put You On (Keith Sweat feat. Da Brat)
- 1999: Thorough Bitches / Everybody Wanna Know (Charli Baltimore feat. Da Brat, Gangsta Boo, Rage, Queen Pen, Scarlet)
- 2000: We Ready
- 2000: Unrestricted
- 2001: Survivor (Remix) (Destiny’s Child feat. Da Brat)
- 2001: Where the Party At (Jagged Edge feat. Da Brat, Jermaine Dupri, Lil’ Bow Wow, Nelly, R. O. C. und Tigah)
- 2003: Boom Remixes
- 2003: World Premiere (feat. Jermaine Dupri, M.O.P. und Q Da Kid)
- 2003: Got It Poppin’ (Remix) (feat. Jermaine Dupri)
- 2004: Girlfight (Remixes) (Brooke Valentine feat. Miss B, Brat und Remy Martin)
- 2005: I Think They Like Me (Remix) (Dem Franchize Boyz feat. Da Brat und Bow Wow)
- 2005: Don’t Shake It (Pony Boi feat. Da Brat)

## Filmografie (Auswahl)
- 1995: MTV Spring Break: Lake Havasu (als sie selbst)
- 1996: Kazaam – Der Geist aus der Flasche (Kazaam)
- 2001: Carmen: A Hip Hopera (als Erzähler)
- 2001: Glitter – Glanz eines Stars (als Louise)
- 2002: Civil Brand (als Sabrina)
- 2002: Sabrina – Total Verhext! (als Baby K2K)
- 2003: Snoop to the Extreme (als sie selbst)
- 2003: Hip Hop Babylon 2 (als sie selbst)
- 2006: 30 Days (als Kamesha)
- 2006: 3rd Annual VH1 Hip-Hop Honors (als sie selbst)
- 2012: Don Cornelius: Visionary, Trailblazer & Cultural Icon (als sie selbst)
- 2013: So So Def All-Star 20th Anniversary Concert (als sie selbst)
- 2014: 2014 Soul Train Awards (als sie selbst)